# 透磁合金

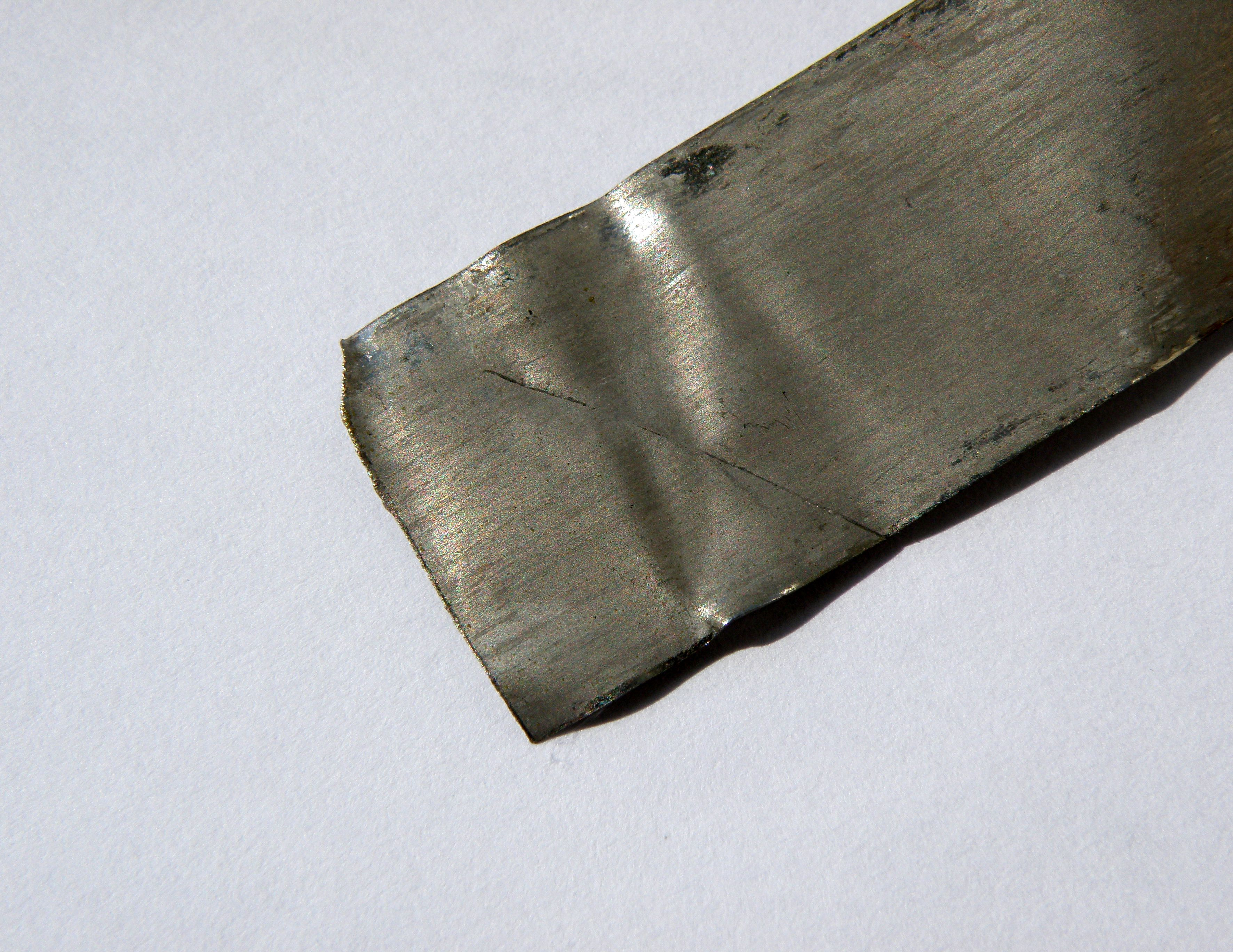
透磁合金帶

透磁合金 ，又称坡莫合金是镍铁的磁合金。通常指，20%铁和80%镍的合金。透磁合金有高磁导率，低矫顽力，接近0的磁力控制，和明显的各向异性的磁阻效应。当不定的压力在薄膜上很可能对电磁特性引起毁灭性的改变，其低磁力控制则在工业应用上具有决定性的意义。透磁合金的电阻率通常由于强度和所施加磁场的方向的因素，变化范围在5%以内。透磁合金具有典型的等轴晶系晶体结构，其晶格常量约为0.355nm，在临近镍80%集中的区域。 
```
坡莫合金是一种在较弱磁场下有较高的磁导率的铁镍合金
```